# Useless
«Useless» (в переводе с англ. — «Ненужный») — песня британской группы Depeche Mode, четвёртый и последний сингл из их девятого студийного альбома Ultra, 34-й в дискографии группы. Вышел 20 октября 1997 года. Занимал 28-ю строчку в британском национальном сингл-чарте.

## О песне
«Useless» — это песня в стиле индастриал-рок, по звучанию схожая с «Barrel of a Gun», но более «припопсованная». Сингл-версия песни была подготовлена Аланом Молдером. Она отличается более электронным звучанием и немного изменённым ритмом ударных.
В качестве би-сайдов на различных версиях сингла представлены ремиксы и «живые» версии песни. Расширенная версия содержит видеоклипы «Barrel of a Gun» и «It’s No Good» (доступны при проигрывании диска на компьютере).
В США лейблом Reprise Records вместо сингла «Useless» был выпущен двойной сингл «Home» / «Useless». Произошло это от того, что некоторые радиостанции запустили «Useless» раньше «Home» — предыдущего (третьего) сингла из альбома Ultra. Передняя сторона обложки этого релиза была оформлена как «Home», задняя — как «Useless». Обе стороны содержат соответствующие треклисты.

## Музыкальный видеоклип
Видеоклип на «Useless» снял режиссёр Антон Корбейн. После более чем девятилетнего сотрудничества, это стала его последняя работа с группой до клипа на песню «Suffer Well», вышедшего в 2006 году. Хотя, Корбейн после съёмок клипа «Useless» ещё сотрудничал с группой как дизайнер.

## Списки композиций
- Все песни написаны Мартином Гором.

 Британские релизы
| №  | Название                                      | Длительность |
| -- | --------------------------------------------- | ------------ |
| 1. | «Useless» (The Kruder + Dorfmeister Session™) | 9:10         |
| 2. | «Useless» (CJ Bolland Funky Sub Mix)          | 5:38         |
| 3. | «Useless» (Air 20 Mix)                        | 7:56         |

| №  | Название                                       | Длительность |
| -- | ---------------------------------------------- | ------------ |
| 1. | «Useless» (Remix)                              | 4:53         |
| 2. | «Useless» (Escape From Wherever: Parts 1 & 2!) | 7:17         |
| 3. | «Useless» (Cosmic Blues Mix)                   | 6:57         |
| 4. | «Barrel of a Gun» (видеоклип)                  | 5:32         |

| №  | Название                                      | Длительность |
| -- | --------------------------------------------- | ------------ |
| 1. | «Useless» (CJ Bolland Ultrasonar Mix)         | 6:03         |
| 2. | «Useless» (The Kruder + Dorfmeister Session™) | 9:10         |
| 3. | «Useless» (Live)                              | 5:21         |
| 4. | «It’s No Good» (видеоклип)                    | 4:22         |

| №  | Название                                      | Длительность |
| -- | --------------------------------------------- | ------------ |
| 1. | «Useless» (CJ Bolland Funky Sub Mix)          | 5:38         |
| 2. | «Useless» (The Kruder + Dorfmeister Session™) | 9:10         |

| №  | Название                                       | Длительность |
| -- | ---------------------------------------------- | ------------ |
| 1. | «Useless» (Remix)                              | 4:53         |
| 2. | «Useless» (Escape From Wherever: Parts 1 & 2!) | 7:17         |
| 3. | «Useless» (Cosmic Blues Mix)                   | 6:57         |

 Американские релизы
| №  | Название                  | Длительность |
| -- | ------------------------- | ------------ |
| 1. | «Useless» (Edit)          | 4:44         |
| 2. | «Useless» (Album Version) | 5:12         |

Переиздания
| №   | Название                                       | Длительность |
| --- | ---------------------------------------------- | ------------ |
| 1.  | «Useless» (Remix)                              | 4:55         |
| 2.  | «Useless» (Escape from Wherever: Parts 1 & 2!) | 7:17         |
| 3.  | «Useless» (Cosmic Blues Mix)                   | 6:57         |
| 4.  | «Useless» (CJ Bolland Ultrasonar Mix)          | 6:03         |
| 5.  | «Useless» (The Kruder + Dorfmeister Session™)  | 9:10         |
| 6.  | «Useless» (CJ Bolland Funky Sub Mix)           | 5:38         |
| 7.  | «Useless» (Air 20 Mix)                         | 7:56         |
| 8.  | «Useless» (Live)                               | 5:21         |
| 9.  | «Barrel of a Gun» (видеоклип)                  | 5:32         |
| 10. | «It’s No Good» (видеоклип)                     | 4:22         |

 «Home» / «Useless»
| №  | Название                               | Длительность |
| -- | -------------------------------------- | ------------ |
| 1. | «Home»                                 | 5:46         |
| 2. | «Useless» (CJ Bolland Ultrasonar Edit) | 4:06         |

| №  | Название                                       | Длительность |
| -- | ---------------------------------------------- | ------------ |
| 1. | «Home» (The Noodles & The Damage Done)         | 6:22         |
| 2. | «Home» (LFO Meant to Be)                       | 4:26         |
| 3. | «Useless» (CJ Bolland Ultrasonar Extended Mix) | 6:00         |
| 4. | «Useless» (CJ Bolland Funky Sub Mix)           | 5:38         |

| №  | Название                               | Длительность |
| -- | -------------------------------------- | ------------ |
| 1. | «Home»                                 | 5:46         |
| 2. | «Home» (Air “Around the Golf” Remix)   | 3:58         |
| 3. | «Useless» (CJ Bolland Ultrasonar Edit) | 4:06         |

| №   | Название                                       | Длительность |
| --- | ---------------------------------------------- | ------------ |
| 1.  | «Home»                                         | 5:46         |
| 2.  | «Home» (Grantby Mix)                           | 4:38         |
| 3.  | «Home» (LFO Meant to Be)                       | 4:26         |
| 4.  | «Home» (The Noodles & The Damage Done)         | 6:22         |
| 5.  | «Useless» (CJ Bolland Ultrasonar Extended Mix) | 6:00         |
| 6.  | «Useless» (CJ Bolland Funky Sub Mix)           | 5:38         |
| 7.  | «Useless» (Kruder + Dorfmeister Session™)      | 9:11         |
| 8.  | «Useless» (Escape From Wherever: Parts 1 & 2)  | 7:15         |
| 9.  | «Barrel of a Gun» (видеоклип)                  | 3:48         |
| 10. | «Home» (видеоклип)                             | 3:58         |
| 11. | «It’s No Good» (видеоклип)                     | 4:17         |
| 12. | «Useless» (видеоклип)                          | 4:55         |

## Чарты
| Чарт (1997)                     | Позиция |
| ------------------------------- | ------- |
| Suomen virallinen lista         | 17      |
| Media Control AG                | 16      |
| Polish Singles Chart            | 25      |
| Sverigetopplistan               | 16      |
| Великобритания (OCC UK Singles) | 28      |